# Karen Roberts
Pour les articles homonymes, voir Roberts.
Karen Roberts, née le 26 octobre 1976 à Reading, est une judokate britannique.

## Palmarès international en judo
| Championnats du monde | Championnats du monde | Championnats du monde |
| Année                 | Médaille              | Catégorie             |
| --------------------- | --------------------- | --------------------- |
| 1999                  | bronze                | –63 kg                |
| Championnats d’Europe |                       |                       |
| Année                 | Médaille              | Catégorie             |
| 2002                  | argent                | –63 kg                |
| Jeux du Commonwealth  |                       |                       |
| Année                 | Médaille              | Catégorie             |
| 2002                  | or                    | –63 kg                |